# Johann Friedrich Wedding
Johann Friedrich Wedding (* 13. März 1759 in Seedorf bei Lenzen, Brandenburg; † 21. September 1830 in Kattowitz, Oberschlesien) war ein deutscher Bauingenieur und Hüttenbaudirektor.

## Leben
Nach Abschluss des Gymnasiums in Berlin studierte er Bergbau, Hüttenanlagenbau und Architektur. Anschließend praktizierte er auf verschiedenen Eisenwerken. Als Mitarbeiter von Friedrich Wilhelm von Reden wurde er 1784 nach Dembiohammer bei Oppeln versetzt, wo er bei der Errichtung einer Hüttenanlage mitwirkte.
Im Jahr 1779 wurde er in den preußischen Staatsdienst übernommen. Bald übertrug man ihm den Bau und die Ausgestaltung der Königlichen Metallhütte Friedrich, der Gleiwitzer Hütte, der Königshütte sowie der Königsgrube bei Beuthen und der Königin-Louisengrube in Hindenburg.
Im Jahr 1790 reiste er mit Friedrich Wilhelm von Reden nach England, um neuartige Techniken und Industrieanlagen kennenzulernen. 1791 wurde er Hüttenbauinspektor in Malapane. In den Jahren 1791–1796 erbaute er mit John Baildon den ersten Koksofen des europäischen Festlands bei Gleiwitz. Als Oberhüttenbaumeister war Johann Friedrich Wedding seit 1800 auf der durch ihn und John Baildon errichteten Königshütte in Königshütte tätig. Seit 1806 leitete er als Hüttenbaudirektor und Mitglied des schlesischen Oberbergamtes das Bauwesen auf den Berg- und Hütteneinrichtungen Oberschlesiens. Im Jahr 1822 wurde er zum Oberbergrat ernannt.